# Rothenfels
Rothenfels est une ville allemande située en Bavière, dans l'arrondissement de Main-Spessart.

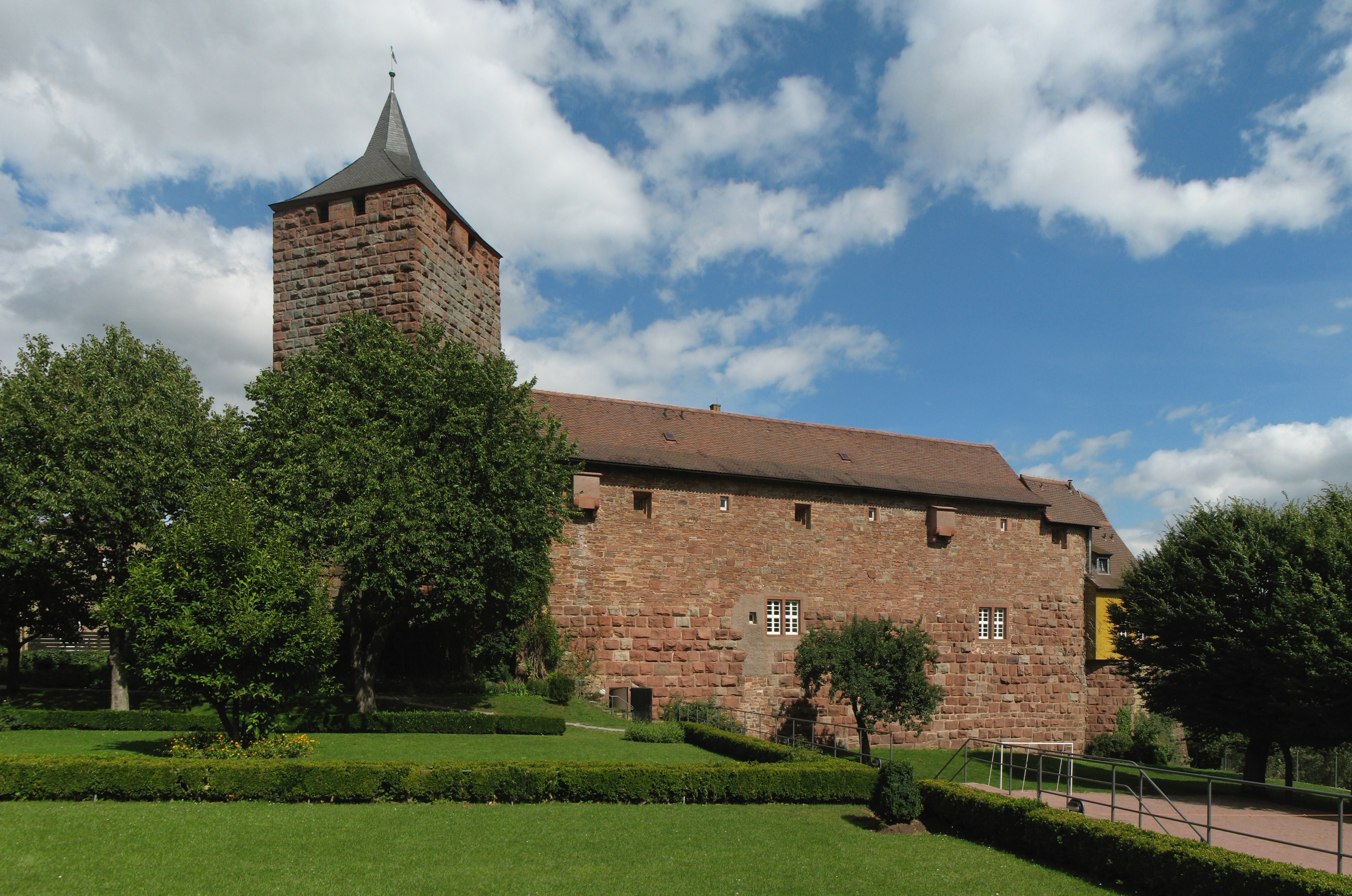
Le château médiéval de Rothenfels est aujourd'hui une auberge de jeunesse.